# Palais de Woodstock
Cet article concerne la résidence royale disparue. Pour le palais ducal, voir Palais de Blenheim.
Le palais de Woodstock, ou manoir de Woodstock, ou la Loge, est une ancienne résidence des souverains anglais, à Woodstock, dans l'Oxfordshire. Elle est détruite durant la guerre civile. Le domaine cesse d'être royal en 1704 lorsqu'il est donné au duc de Marlborough. Un nouvel édifice y voit alors le jour : le palais de Blenheim, avec lequel l'ancienne résidence royale ne doit pas être confondue.

## Historique
Selon la tradition, Alfred le Grand (849-899) y tient sa cour, ce qui n'est nullement prouvé. En revanche, on sait qu'Æthelred le Malavisé (968-1016) signe là un traité de paix.
En 1129, Henri Ier édifie un pavillon de chasse (dont on ignore s'il est le premier bâti en ce lieu), ainsi qu'un mur de plus de onze kilomètres, ceinturant le domaine. Le roi y acclimate des lions, des léopards, des dromadaires et les tout premiers porcs-épics d'Angleterre.
Henri II agrandit le bâtiment. Ce dernier, devenu palais, abrite les amours du souverain et de la Belle Rosemonde, amours qui vont donner naissance à quantité de légendes populaires.
En 1330, Édouard de Woodstock, dit le Prince noir, y voit le jour.
En 1554 et 1555, soupçonnée d'être impliquée dans la rébellion de Wyatt contre Marie Tudor, la future Élisabeth Ire s'y trouve prisonnière, avant d'être placée en résidence surveillée à Hatfield Palace.
Le palais est détruit au temps de Cromwell.
En 1704, le domaine est donné par la reine Anne à John Churchill, qu'elle vient de faire duc de Marlborough en récompense de sa victoire de Blenheim. De 1705 à 1722, on construit là le palais de Blenheim, séparé des ruines de la résidence royale par la rivière Glyme — aménagée depuis en un lac d'agrément. En 1720, les ruines sont rasées, et toutes les pierres enlevées du site.
Depuis 1961, une stèle indique l'emplacement du palais royal disparu.

## Dans les arts
- Walter Scott, en 1826, situe là son roman Woodstock, rendant à l'édifice son vieux nom de The Lodge (la Loge)[4]. Il s'inspire d'un fait réel : lorsqu'en 1649 des commissaires furent dépêchés par le « Parlement croupion » pour mettre le séquestre sur la forêt, le parc et le palais de Woodstock, ils furent effrayés par de prétendus phénomènes surnaturels[5].
- Gaetano Donizetti, sur un livret de Felice Romani, y situe son opéra  Rosmonda d'Inghilterra, représenté pour la première fois au Teatro della Pergola de Florence le 27 février 1834.